# Парламентские выборы в Испании (1931)
Выборы в Учредительное собрание (исп. Cortes Constituyentes) 1931 года в Испании прошли в два этапа, первый из которых состоялся 28 июня, и стали первыми выборами в период Второй республики. Явка на выборы составила 70,13 % избирателей.
Выборы завершились триумфом широкой коалиции испанских республиканцев Союз республиканцев и социалистов. Более всего преуспели социалисты и левые республиканцы, из центристов и правых республиканцев успешно выступили только радикалы, в то время как монархистам был нанесён серьёзный удар. В результате большинство в парламенте получили левые (социалисты, радикальные социалисты и Республиканское действие), что привело к так называемому реформистскому двухлетнему периоду 1931—1933 годов. В то же время в результате компромисса первым премьер-министром Республики стал лидер небольшой партии Республиканская либеральная правая Нисето Алькала Самора-и-Торрес.

## Предыстория
В первой половине 1920-х годов Испания переживала тяжёлый политический кризис. Фактическое банкротство двухпартийной системы, установленной Антонио Кановасом дель Кастильо в 1880-х годах, вызванное неспособностью властей побороть профсоюзы и анархистский террор, неудачами в войне против рифских повстанцев в Северном Марокко, а также непрекращающимися конфликтами между фракциями внутри доминирующих Либеральной и Либерально-консервативной партий, привели к государственному перевороту 13 сентября 1923 года. Было приостановлено действие испанской конституции 1876 года, распущены правительство и парламент, введена цензура. В Испании с согласия короля Альфонсо была установлена диктатура генерала Мигеля Примо де Риверы.
Генералу удалось переломить положение в Марокко, где испанская армия до этого потерпела ряд чувствительных поражений, подавить революционное движение и добиться экономического роста. Тем не менее, коренные проблемы, стоявшие перед страной, решены не были. На фоне общественного недовольства Примо де Ривера 28 января 1930 года был вынужден подать в отставку. Король и испанский истеблишмент утратили доверие к военному правительству, но и вернуться к системе «Мирный поворот» (исп. El Turno Pacífico), созданной Кановасом ещё в 1880-е годы, в рамках которой две «официальные» (династические) партии по очереди сменяли друг друга у власти, не допуская перерастания противоречий между ними в политический кризис, не представлялось возможным.
Новым главой правительства король назначил генерала Дамасо Беренгера, но он оказался не в состоянии исправить положение. На муниципальных выборах 12 апреля 1931 года монархические партии крайне неудачно выступили в крупных городах. Воодушевлённые успехом республиканцы, несмотря на то, что в целом по стране проиграли, вывели своих сторонников на улицы Мадрида, Барселоны и других больших городов. Командующий гражданской гвардией Х. Санхурхо сообщил королю, что не сможет разогнать манифестации, после чего монарх отрёкся и принял решение покинуть страну. 14 апреля лидеры ведущих республиканских партий сформировали Временное правительство, назначив на 28 июня 1931 года выборы в Учредительное собрание. Так было положено начало Второй Испанской республике.
Вторая республика была источником надежды для самых бедных испанцев и представляла потенциальную угрозу самым богатым, но первое время пользовалась широкой поддержкой со стороны всех слоев общества. Даже состоятельные землевладельцы и средний класс приняли республику из-за отсутствия каких-либо жизнеспособных альтернатив.

## Избирательная система
Декрет от 3 июня 1931 года, установил, что Учредительные кортесы будут состоять из одной палаты, тем самым ликвидировав верхнюю палату, Сенат, и превратив испанский парламент в однопалатный. Полномочия Кортесов были существенно расширены, также было увеличено количество депутатов с 409 до 470. Было решено, что голосование по выборам депутатов состоится 28 июня, а первая сессия пройдёт 14 июля, в годовщину штурма Бастилии в 1789 году, с которого началась Великая французская революция.
Выборы должны были пройти в соответствии с избирательным законом 1907 года, в который декретом от 8 мая 1931 года были внесены значительные изменения. Существовавшие ранее одномандатные избирательные округа заменены на гораздо более крупные многомандатные, объединившие целые провинции и большие города с населением более 100 000 жителей (Мадрид, Барселона, Валенсия, Бильбао, Севилья, Сарагоса, Малага, Кордова, Гранада и Мурсия), в которых депутаты избирались по смешанной системе. Благодаря этому один депутат Конгресса теперь избирался от 50 000 человек. Одной из причин укрупнения округов заявлялось желание сломать традиционную для Испании систему принуждения к голосованию и фальсификации итогов выборов, которая базировалась на влиянии местных «боссов», так называемых касиков. Также была отменена спорная 29-я статья избирательного закона 1907 года, которая при определённых условиях позволяла кандидату стать избранным без голосования.
Избирательный список, набравший абсолютное большинство голосов в округе, получал 80 % мандатов. Если победившему списку не удавалось завоевать большинство голосов, он получал две трети мест. Оставшиеся мандаты доставались второму списку, при условии, что он получил не менее 20 % голосов. Избиратели могли проголосовать сразу за несколько кандидатов, так, если в округе разыгрывалось 10 мест, то каждый избиратель мог проголосовать за 8 человек. Новая избирательная система была выгодна многопартийным коалициям, которые могли таким образом получить большинство голосов, так как победитель голосования получал значительную премию.
Выборы должны были пройти на основе всеобщего избирательного права, но только с участием мужчин-избирателей старше 23 лет. Женщины по прежнему не могли голосовать на выборах, в то же время они получили право быть избранным в парламент, также как и священники. На выборах 1931 года депутатами впервые в истории Испании стали три женщины (радикальная социалистка Виктория Кент, радикальная республиканка Клара Кампоамор и социалистка Маргарита Нелькен). Право голоса для женщин в Испании было введено в декабре 1931 года после принятия новой Конституции. Впервые женщины смогли проголосовать на парламентских выборах в ноябре 1933 года, раньше чем женщины во Франции и многих других странах Европы.

## Предвыборная кампания
Первый раунд выборов в Учредительное собрание состоялся 28 июня 1931 года. Второй раунд состоялся 12 июля, но фактически затянулся до 8 ноября, учитывая частичные выборы, назначенные с целью заполнить вакантные места. Выборы были проведены вскоре после провозглашения Испанской Республики с целью разработки проекта новой конституции. Для участия в них была образована широкая коалиция Союз республиканцев и социалистов, включившая в себя разнообразные политические силы, от крайне левых марксистов из ИСРП до правоцентристских либералов. Правые консерваторы-монархисты не сумели быстро оправиться от падения монархии и не смогли организоваться, не представив своих кандидатов в некоторых округах. Только в одном регионе, Стране Басков, правые были активны и смогли удачно выступить на выборах. Многие монархисты перешли на сторону республиканцев, взяв на вооружение их лозунги и риторику, даже несмотря на то, что иногда имело мало общего с ними. Так, в Астурии одна из таких группа пошла на выборы под противоречивым названием «Монархическо-республиканская партия».
Официально власти не должны были вмешиваться в ход предвыборной кампании и голосования. Тем не менее, в некоторых районах были созданы специальные республиканские патрули, которые несомненно повлияли как на ведение агитации, так и на итоги голосования. Республиканско-социалистическая коалиция доминировала, практически не сталкиваясь с препятствиями для своей агитации.
Партия Республиканская либеральная правая во главе с бывшим либералом Нисето Алькала Самора-и-Торресом и Мигелем Маура, сыном одного из лидеров консерваторов, позиционировала себя как умеренно-республиканскую и католическую, обращаясь к консервативно настроенным избирателям, в первую очередь к правым и умеренным монархистам. Партия выдвинула 116 кандидатов по всей Испании, но не смогла добиться большого успеха, во многом из-за плохой организации своей кампании.
Радикальные республиканцв во главе с Алехандро Леррусом, как и правые либералы, тоже апеллировали к умеренно-консервативной части общества, оказавшись при этом гораздо успешнее в привлечении голосов избирателей. Такой консерватизм расходился с большинством республиканцев, которые считали необходимым более активные и глубокие реформы, чтобы добиться улучшения положения в стране. Так, один из лидеров радикальных социалистов, Альваро де Альборнос, требуя радикального переустройства испанского общества и государства, заявлял, что нет ничего, что должно было быть законсервировано. Близкую позицию занимал Мануэль Асанья и Диас, бывший член Реформистской партии Мелькиадеса Альвареса и известный противник диктатуры Примо де Риверы и монархии. Учредив партию Республиканское действие, он выступал за быстрое изменение политической системы. Асанья Диас ненавидел умеренность и склонность к компромиссам, проявляемую умеренными республиканцами, такими как Леррус.
Испанская социалистическая рабочая партия в то время будучи марксистской организацией занимала место на крайне левом фланге политического спектра. Одна из ключевых фигур партии, Франсиско Ларго Кабальеро, считал необходимым осуществить в Испании правовую революцию. При этом социалисты вошли в коалицию с умеренно левыми и даже правыми республиканцами, рассматривая Союз республиканцев и социалистов как ступень к построению полностью социалистического государства.
В целом, большинство республиканских партий, особенно слева, утверждали, что новая конституция должна быть не только высшим законом государства, но и инструментом «трансформации Испании во всех аспектах и всех её юридических, политических и социальных институтов».

## Результаты
28 июня были избраны 470 членов Конгресса депутатов. Самая низкая явка, 56 %, была зафиксирована в Сеуте; самая высокая, 88 %, в Паленсии. В среднем явка была выше на севере, чем на юге. В целом, явка составила 70,11 %.
Выборы уверенно выиграла коалиция левых и центристских партий Союз республиканцев и социалистов, набрав 72,92 % голосов избирателей, что обеспечило ей 368 мест (78,30 %) в Конгрессе депутатов. Ведущими партиями коалиции стали марксисты из Испанской социалистической рабочей партии, центристская Радикальная республиканская партия и левые из Радикально-социалистической республиканской партии, завоевавшие в сумме 264 места (56,17 %). Социалисты получили около 2 млн голосов, республиканцы — 1,7 млн, радикальные социалисты — 1,35 млн, право-либеральные республиканцы — 0,95 млн.

### Результаты выборов по коалициям
Итоги выборов в Конгресс депутатов Испании 28 апреля 1931 года по коалициям
| Коалиции (партии)                                   | Коалиции (партии)                                  | Голоса    | Голоса | Места | Места | Примечания |
| Коалиции (партии)                                   | Коалиции (партии)                                  | #         | %      | Места | %     | Примечания |
| --------------------------------------------------- | -------------------------------------------------- | --------- | ------ | ----- | ----- | --- |
| Союз республиканцев и социалистов                   | исп. Conjunción Republicano-Socialista, CRS        | 1 387 800 | 34,28  | 193   | 41,06 | Включая социалистов, радикал-республиканцев, радикал-социалистов, Республиканское действие, правых либералов, демократов-федералистов и Ассоциацию службы Республике |
| Левая коалиция                                      | исп. Coalición de Izquierdas                       | 361 900   | 8,94   | 53    | 11,28 | Включая социалистов, радикал-социалистов, Республиканское действие и Ассоциацию службы Республике |
| Радикальная республиканская партия                  | исп. Partido Republicano Radical, PRR              | 308 000   | 7,60   | 28    | 5,96  | В том числе совместно с Республиканской либеральной правой |
| Испанская социалистическая рабочая партия           | исп. Partido Socialista Obrero Español, PSOE       | 227 400   | 5,62   | 27    | 0,43  | В том числе совместно с Ассоциацией службы Республике |
| Галисийская республиканская федерация               | галис. Federación Republicana Gallega, FRG         | 151 100   | 3,73   | 24    | 5,11  | В том числе совместно с социалистами, радикальными республиканцами, радикал-социалистами, правыми либералами, республиканцами-националистами и аграриями-автономистами |
| Коалиция радикалов и радикал-социалистов            | исп. Coalición Radical - Rad.Socialista            | 121 200   | 2,99   | 14    | 2,98  | В том числе совместно с Республиканским действием и правыми либералами |
| Радикально-социалистическая республиканская партия  | исп. Partido Republicano Radical Socialista, PRRS  | 143 100   | 3,53   | 13    | 2,77  | Данные по 15 избирательным округам, где партия выступала сольно |
| Республиканская либеральная правая                  | исп. Derecha Liberal Republicana, DLR              | 177 600   | 4,39   | 8     | 1,70  | В том числе совместно с федералистами в Сории |
| Федеративная демократическая республиканская партия | исп. Partido Republicano Democrático Federal, PRDF | 43 000    | 1,06   | 7     | 1,49  | Совместно с независимыми федералистами |
| Партия Каталонская республика                       | кат. Partit Catalanista Republicà, PCR             | 12 600    | 0,31   | 1     | 0,21  | |
| Республиканское действие                            | исп. Acción Republicana, AR                        | 19 200    | 0,47   | 0     | —     | Данные по избирательным округам в Толедо, Саламанка, Альмерия и Аликанте, где партия выступала сольно |
| Союз республиканцев и социалистов                   | исп. Conjunción Republicano-Socialista, CRS        | 2 952 900 | 72,92  | 368   | 78,30 | |
| Каталонская левая                                   | кат. Esquerra Catalana                             | 220 900   | 5,54   | 26    | 5,53  | Включая Республиканскую левую Каталонии, Социалистический союз Каталонии и независимых федералистов |
| Каталонская республиканская коалиция                | кат. Coalició Catalana Republicana                 | 110 900   | 2,74   | 11    | 2,34  | Включая левых республиканцев, радикал-республиканцев, демократов-федералистов и Партию Каталонская республика |
| РЛК и радикал-социалисты                            | кат. ERC - Radical Socialistas                     | 58 300    | 1,36   | 5     | 1,06  | Включая левых республиканцев, радикал-социалистов и Левых каталонских радикал-социалистов |
| Каталонская левая                                   | кат. Esquerra Catalana                             | 390 100   | 9,64   | 42    | 8,94  | |
| Аграрии                                             | исп. Agrarios                                      | 137 300   | 3,41   | 17    | 3,62  | Включая аграрных республиканцев, правых и других, а также коалиции с католиками-аграрниками (традиционалистами) в Бургосе, католиками-республиканцами в Сеговии и правыми либералами в Вальядолиде и Саламанке                                                                                              |
| Национальное действие                               | исп. Acción Nacional, AN                           | 56 000    | 1,38   | 3     | 0,64  | |
| Кандидаты аграриев и Национального действия         | исп. Candidaturas de Agrarios y AN                 | 39 000    | 0,96   | 4     | 0,85  | Общие списки в Куэнке и Паленсии |
| Независимые правые                                  | исп. Independientes de derechas                    | 18 500    | 0,46   | 0     | —     | |
| Независимые католики                                | исп. Católicos independientes                      | 6 900     | 0,17   | 0     | —     | В 8 округах |
| Валенсийская региональная правая                    | исп. Derecha Regional Valenciana, DRV              | 3 700     | 0,09   | 0     | —     | Снялись с выборов |
| Правые                                              | исп. Derechas                                      | 261 400   | 6,47   | 24    | 5,11  | |
| Коалиция за автономию Наварры                       | исп. Coalición pro-Estatuto de Estella             | 105 900   | 2,62   | 12    | 2,55  | Общий список баскских националистов, карлистов, католиков-традиционалистов и независимых в Гипускоа, Наварре и Бискайе |
| Баскская националистическая партия                  | баск. Euzko Alderdi Jeltzalea, EAJ                 | 27 900    | 0,69   | 2     | 0,43  | |
| Традиционалистское причастие                        | исп. Comunión Tradicionalista, CT                  | 11 400    | 0,28   | 1     | 0,21  | |
| Баскские националисты — Традиционалисты Наварры     | исп. Nacionalista Vasco - Tradicionalista Navarros | 145 200   | 3,59   | 15    | 3,19  | |
| Галисийская партия                                  | галис. Partido Galeguista, PG                      | 31 600    | 0,78   | 5     | 1,06  | Совместно с независимыми галисийскими регионалистами и галисийскими радикальными аграриями |
| Республиканская либерально-демократическая партия   | исп. Partido Republicano Liberal Demócrata, PRLD   | 25 100    | 0,62   | 1     | 0,21  | Незадолго до выборов вышла из Союза республиканцев (исп. Conjunción Republicana, CR) и его основного списка в провинции Овьедо (ныне Астурия) |
| Республиканская партия центра                       | исп. Partido Republicano de Centro, PRCe           | 22 700    | 0,56   | 2     | 0,43  | Баллотировались на Балеарах при поддержке Регионалистской партии Мальорки |
| Поддержим Республику                                | исп. Apoyo a la República, AAR                     | 17 500    | 0,43   | 3     | 0,64  | Другое название — Конституционалисты исп. Constitucionalistas. Основана при участии последнего лидера Либерально-консервативной партии Хосе Санчеса Герро. Баллотировались в Кордове, Уэска, Лас-Пальмасе, Сарагосе и Мадриде (в список был включён член Республиканской либерально-демократической партии) |
| Провинциальная республиканская ассоциация           | исп. Agrupación Republicana Provincial, ARP        | 16 500    | 0,41   | 2     | 0,43  | |
| Баскское националистическое действие                | баск. Eusko Abertzale Ekintza, EAE                 | 3 100     | 0,08   | 0     | —     | |
| Другие независимые республиканцы                    |                                                    | 13 100    | 0,33   | 0     | —     | |
| Независимые республиканцы                           | исп. Republicanos independientes                   | 129 600   | 3,21   | 13    | 2,77  | |
| Регионалистская лига Каталонии                      | кат. Lliga Regionalista de Catalunya, LRC          | 79 600    | 1,97   | 3     | 0,64  | В коалиции с карлистами в Барселоне (провинции и городе) и Таррагоне, с аграриями в Лериде и правыми либералами в Жироне |
| Коммунистическая партия Испании                     | исп. Partido Comunista de Españа, PCE              | 31 300    | 0,77   | 0     |       | Коммунисты во всех округах выступали только индивидуально |
| Революционные радикал-социалисты                    | исп. Radical Socialista Revolucionario, RSR        | 23 300    | 0,57   | 1     | 0,21  | Участвовали в выборах совместно с Антифашистской революционной левой в Андалусии и Сеуты и самостоятельно в Мадриде и Овьедо |
| Крайне левая федеральная партия                     | исп. Partido de Extrema Izquierda Federal, PEIF    | 12 300    | 0,30   | 2     | 0,43  | Участвовали в выборах только в Барселоне (как Крайне левые федералисты) и Касересе (как Республиканцы на службе народу) |
| Рабоче-крестьянский блок                            | исп. Bloque Obrero y Campesino, BOC                | 4 700     | 0,12   | 0     | —     | Коммунисты-троцкисты. Участвовали в выборах только индивидуально и только в Каталонии и Мадриде |
| Независимые социалисты                              | исп. Socialistas independientes                    | 6 800     | 0,17   | 0     | —     | Участвовали в выборах в Альмерии, Севилье и Паленсии |
| Крайне левые                                        | исп. Extrema Izquierda                             | 78 400    | 1,93   | 3     | 0,64  | |
| Монархический союз                                  | исп. Unión Monárquica, UM                          | 3 900     | 0,10   | 1     | 0,21  | Участвовали в выборах в Оренсе |
| Независимые монархисты                              | исп. Monárquicos independientes                    | 6 900     | 0,17   | 1     | 0,21  | Участвовали в выборах в Гвадалахаре (победил либерал граф Романонес), Гранаде и Малаге |
| Монархисты                                          | исп. Monárquicos                                   | 10 800    | 0,27   | 2     | 0,43  | |
|                                                     |                                                    |           |        |       |       | |
| Явка                                                | Явка                                               | 4 045 300 | 100,00 | 470   | 100   | |
|                                                     |                                                    |           |        |       |       | |
| Источник: - Historia Electoral                      |                                                    |           |        |       |       | |

### Результаты выборов по партиям
Итоги выборов в Конгресс депутатов Испании 28 апреля 1931 года по партиям
|                                                  |                                                    | Испанская социалистическая рабочая партия              | исп. Partido Socialista Obrero Español, PSOE      | Хулиан Бестейро                                  | 115        | ▲108 | 24,47 |                                                                                              |  |  |
|                                                  | Социалистический союз Каталонии                    | кат. Unió Socialista de Catalunya, USC                 | Габриэль Аломар                                   | 4                                                | —          | 0,85 | |                                                                                              |  |  |
|                                                  | Революционные радикал-социалисты                   | исп. Radical Socialista Revolucionaria, RSR            | Хосе Антонио Балбонтин                            | 2                                                | —          | 0,43 | |                                                                                              |  |  |
|                                                  | Крайне левая федеральная партия                    | исп. Partido de Extrema Izquierda Federal, PEIF        | Антонио Хименес                                   | 2                                                | —          | 0,43 | Анархистское крыло республиканцев-федералистов |                                                                                              |  |  |
|                                                  | Коммунистическая партия Испании                    | исп. Partido Comunista de Españа, PCE                  | Х. Бугальос                                       | 0                                                | —          | —    | |                                                                                              |  |  |
|                                                  | Рабоче-крестьянский блок                           | исп. Bloque Obrero y Campesino, BOC                    | Хоакин Маурин                                     | 0                                                | —          | —    | |                                                                                              |  |  |
| Все марксисты и анархисты                        | Все марксисты и анархисты                          | Все марксисты и анархисты                              | Все марксисты и анархисты                         | Все марксисты и анархисты                        | 125        | ▲118 | 26,60 | Включая 2 независимых крайне левых федералистов                                              |  |  |
|                                                  |                                                    | Радикальная республиканская партия                     | исп. Partido Republicano Radical, PRR             | Алехандро Леррус                                 | 90         | ▲83  | 19,15 |                                                                                              |  |  |
|                                                  | Республиканская либеральная правая                 | исп. Derecha Liberal Republicana, DLR                  | Нисето Алькала Самора-и-Торрес                    | 25                                               | ▲19        | 5,32 | |                                                                                              |  |  |
|                                                  | Республиканская либерально-демократическая партия  | исп. Partido Republicano Liberal Demócrata, PRLD       | Мелькиадес Альварес                               | 4                                                | ▼13        | 0,85 | |                                                                                              |  |  |
|                                                  | Республиканская партия центра                      | исп. Partido Republicano de Centro, PRCe               | Хуан Марч                                         | 2                                                | —          | 0,49 | |                                                                                              |  |  |
|                                                  | Поддержим Республику                               | исп. Apoyo a la República, AAR                         | Анхель Оссорио-и-Гальярдо, Хосе Санчес Герро      | 2                                                | —          | 0,49 | |                                                                                              |  |  |
|                                                  | Провинциальная республиканская ассоциация          | исп. Agrupación Republicana Provincial, ARP            | Никасио Велайос                                   | 2                                                | —          | 0,49 | Аграрные республиканцы Авилы |                                                                                              |  |  |
| Центристы и правые республиканцы                 | Центристы и правые республиканцы                   | Центристы и правые республиканцы                       | Центристы и правые республиканцы                  | Центристы и правые республиканцы                 | 129        | ▲106 | 27,45 | Включая 4 независимых республиканцев (либералы, аграрии, католики)                           |  |  |
|                                                  |                                                    | Радикально-социалистическая республиканская партия     | исп. Partido Republicano Radical Socialista, PRRS | Марселино Доминго, Альваро де Альборнос          | 59         | —    | 12,55 |                                                                                              |  |  |
|                                                  | Республиканское действие                           | исп. Acción Republicana, AR                            | Мануэль Асана                                     | 26                                               | —          | 5,53 | |                                                                                              |  |  |
|                                                  | Федеральная демократическая республиканская партия | исп. Partido Republicano Democrático Federal, PRDF     | Хоакин Пи-и-Арсуага                               | 16                                               | ▲14        | 3,40 | Включила в свои списки несколько независимых |                                                                                              |  |  |
|                                                  | Ассоциация службы Республике                       | исп. La Agrupación al Servicio de la República, ASR    | Хосе Ортега-и-Гассет                              | 13                                               | —          | 2,77 | Создана группой левых интеллектуалов |                                                                                              |  |  |
|                                                  | Левые каталонские радикал-социалисты               | исп. Esquerra Catalana Radical Socialista, ECRS        | Рамон Ногуэс                                      | 2                                                | Первый раз | 2,77 | |                                                                                              |  |  |
| Левые республиканцы                              | Левые республиканцы                                | Левые республиканцы                                    | Левые республиканцы                               | Левые республиканцы                              | 122        | ▲120 | 25,96 | Включая шестерых независимых левых республиканцев                                            |  |  |
|                                                  |                                                    | Республиканская левая Каталонии                        | кат. Esquerra Republicana de Catalunya, ERC       | Франсеск Масия                                   | 29         | —    | 4,89 | Включая пятерых независимых каталонских левых республиканцев                                 |  |  |
|                                                  | Галисийская республиканская федерация              | галис. Federación Republicana Gallega, FRG             | Сантьяго Касарес Кирога                           | 14                                               | —          | 2,98 | Создана как объединение Автономной галисийской республиканской организации, Галисийской регионалистской ассоциации и группы независимых галисийских регионалистов |                                                                                              |  |  |
|                                                  | Республиканская националистическая партия Оренсе   | галис. Partido Nazonalista Republicán de Ourense, PNzR | Рамон Отеро Педрайо                               | 1                                                | —          | 0,21 | Позднее объединилась с Галисийской республиканской федерацией |                                                                                              |  |  |
| Левые националисты                               | Левые националисты                                 | Левые националисты                                     | Левые националисты                                | Левые националисты                               | 44         | ▲27  | 5,87 |                                                                                              |  |  |
|                                                  |                                                    | Баскская националистическая партия                     | баск. Euzko Alderdi Jeltzalea, EAJ                | Хосе А. Агирре                                   | 7          | ▲6   | 1,49 |                                                                                              |  |  |
|                                                  | Регионалистская лига Каталонии                     | кат. Lliga Regionalista de Catalunya, LRC              | Франсеск Камбо, Пилар Раола                       | 2                                                | ▼18        | 0,43 | |                                                                                              |  |  |
|                                                  | Партия Каталонская республика                      | кат. Partit Catalanista Republicà, PCR                 | Льюис Николау и д’Олвер                           | 2                                                | —          | 0,43 | Создана в марте 1931 года в результате объединения Каталонского действия и Республиканского действия Каталонии                                                    |                                                                                              |  |  |
|                                                  | Республиканская аграрная партия за автономию       | исп. Partido Agrario Republicano Autonomista, PARA     | Мануэль Портела Вальядарес                        | 1                                                | —          | 0,21 | Аграрные республиканцы Галисии |                                                                                              |  |  |
| Регионалисты и националисты — центристы и правые | Регионалисты и националисты — центристы и правые   | Регионалисты и националисты — центристы и правые       | Регионалисты и националисты — центристы и правые  | Регионалисты и националисты — центристы и правые | 20         | ▼1   | 4,26 | Включая 5 независимых галисийских регионалистов и троих независимых каталонских сепаратистов |  |  |
|                                                  |                                                    | Независимые аграрии и правые                           | исп. Agrarios independientes e derecha            | Антонио Ройо Вильянова                           | 15         | —    | 3,19 | Включая аграрных либералов и независимых Тенерифе                                            |  |  |
|                                                  | Национальное действие                              | исп. Acción Nacional, AN                               | Анхель Эррера Орья                                | 5                                                | —          | 1,06 | Позднее преобразовано в Народное действие; в 1933 году — в Испанскую конфедерацию независимых правых                                                              |                                                                                              |  |  |
| Правые                                           | Правые                                             | Правые                                                 | Правые                                            | Правые                                           | 20         | —    | 4,26 |                                                                                              |  |  |
|                                                  |                                                    | Традиционалистское причастие                           | исп. Comunión Tradicionalista, CT                 | Хосе Сельва Мерхелина                            | 4          | ▬    | 0,85 |                                                                                              |  |  |
|                                                  | Католики-аграрии                                   | исп. Católico Agrarios, CA                             | Хосе Мария Ламамие де Клайрак                     | 3                                                | —          | 0,64 | |                                                                                              |  |  |
|                                                  | Традиционалистская католическая партия             | исп. Partido Católico Tradicionalista                  | Марселино Ореха                                   | 1                                                | ▬1         | 0,21 | |                                                                                              |  |  |
|                                                  | Монархический союз                                 | исп. Unión Monárquica, UM                              | Хосе Кальво Сотело                                | 1                                                | —          | 0,25 | |                                                                                              |  |  |
| Монархисты и традиционалисты                     | Монархисты и традиционалисты                       | Монархисты и традиционалисты                           | Монархисты и традиционалисты                      | Монархисты и традиционалисты                     | 10         | —    | 2,13 | Включая независимого либерального монархиста                                                 |  |  |
|                                                  |                                                    |                                                        |                                                   |                                                  |            |      | |                                                                                              |  |  |
| Всего                                            | Всего                                              | Всего                                                  | Всего                                             | Всего                                            | 470        | ▲61  | 100 |                                                                                              |  |  |
|                                                  |                                                    |                                                        |                                                   |                                                  |            |      | |                                                                                              |  |  |
| Источник: - Historia Electoral                   |                                                    |                                                        |                                                   |                                                  |            |      | |                                                                                              |  |  |

1. ↑  Связаны с партией Антифашистская революционная левая (исп. Izquierda Revolucionaria Antifascista, IRA)
2. ↑  Учитывая депутатов-социалистов, избранных на выборах 1923 года
3. ↑  Учитывая депутатов от либералов-«нисетистас», избранных на выборах 1923 года
4. ↑  Учитывая депутатов от Реформистской партии, избранных на выборах 1923 года
5. ↑  Учитывая депутатов от либералов-«нисетистас» и Реформистской партии, избранных на выборах 1923 года
6. ↑  Учитывая двоих независимых каталонских республиканцев-националистов, избранных на выборах 1923 года
7. ↑  Учитывая депутатов, избранных от Регионалистской лиги Каталонии и Баскской националистической партии на выборах 1923 года

## Результаты по регионам
Наибольшего успеха на провинциальном уровне добилась коалиция левых и центристских прореспубликанских партий Союз республиканцев и социалистов, сумев занять, выступая единым списком, первое место по количеству избранных депутатов в 21 провинции. Ещё в 9 провинциях победила Левая коалиция в составе социалистов и радикал-социалистов. Кроме того, социалисты смогли победить в Ла Корунье в союзе с Галисийской республиканской федерацией и, выступая самостоятельно, в Кордове, Хаэне и Мелилье. Радикальной республиканской партии удалось победить самостоятельно в 3 провинциях (Уэске, Картахене и Санта-Крус-де-Тенерифе), в коалиции с радикал-социалистами в Теруэле и Сарагосе, а также в Луго совместно с Республиканской либеральной правой. Республиканская радикал-социалистическая партия выиграла выборы в Алаве и Сеуте. В Сории победила коалиция Республиканской либеральной правой и федералистов. В Понтеведра первое место заняла коалиция галисийских республиканцев, радикальных республиканцев и правых либералов. Таким образом, партии входящие в Союз республиканцев и социалистов смогли победить в общей сложности в 44 провинциях.
В провинциях Барселона и Таррагона верх взяла Республиканская левая Каталонии, в Жироне и Льейде выборы выиграли каталонские левые республиканцы в союза с радикальными республиканцами. В трех провинциях (Гипускоа, Бискайя и Наварра) победила коалиция баскских националистов, карлистов и католиков-традиционалистов. В Бургосе и Сеговии победу одержали аграрии.
Почти во всех крупнейших городах Испании победу на выборах также одержали партии входящие в Союз республиканцев и социалистов, исключением стала Барселона, в которой верх взяла Республиканская левая Каталонии, завоевав 10 мандатов из 18. В Мадриде, Севилье, Валенсии, Мурсии и Малаге победу одержал единый список Союза республиканцев и социалистов, в Кордове и Гранаде победили социалисты, в Бильбао — Левая коалиция в составе социалистов и радикал-социалистов, в Сарагосе — коалиция радикальных республиканцев и радикал-социалистов.

## После выборов
14 июля 1931 года новым председателем парламента был избран Хулиан Бестейро (ИСРП), за которого проголосовали 363 парламентария, двое отдали голоса за Анхеля Оссорио-и-Гальярдо (Поддержим Республику), 6 человек опустили незаполненные бюллетени.
22 депутата были избраны в более чем в одном избирательном округе, в связи с чем им пришлось сделать выбор и отказаться от одного из мандатов. Кроме того, одно место в парламента освободилось из-за смерти депутата от Логроньо Вильянуэвы. Чтобы заполнить ставшие вакантными места были проведены довыборы. В большинстве округов они состоялись 4 октября 1931 года, в Барселоне голосование было проведено 11 октября. В результате отказов от мандатов и частичных выборов марксисты и анархисты увеличили своё представительство в парламенте со 125 депутатов до 129, левые республиканцы со 116 до 122, левые националисты с 43 до 44, правые, традиционалисты и монархисты с 30 до 31. Центристы и правые республиканцы сохранили свои 129 мест.
В период с июня по октябрь 1931 года в парламенте и вне его активно шёл процесс формирования парламентских фракций и новых политических партий. Так, депутаты от Национального действия, аграрии, католики-традиционалисты из Бургоса и Саламанки и два независимых республиканцев (Сид Руис-Соррилья и Руфино Кано) создали фракцию «Аграрное меньшинство» (исп. Minoría Agraria). Депутаты из числа баскских националистов, наваррских независимых автономистов, католиков-традиционалистов и четырёх депутатов-карлистов от Наварры, Алавы и Гипускоа объединились в Баскско-наваррскую группу (исп. Grupo Vasco-Navarro). Республиканская либеральная правая раскололась на Республиканскую консервативную (13 депутатов) и Республиканскую прогрессивную (8 депутатов) партии, два депутата присоединились к независимым республиканцам, ещё один к Регионалистской лиге Каталонии.
В результате частичных выборов октября 1931 года и перехода депутатов к концу года расстановка сил несколько изменилась. Уменьшилось количество депутатов у марксистов и анархистов (127 депутатов вместо прежних 129), а также у центристов и правых республиканцев и националистов (135 вместо 151), левых республиканцев и националистов стало больше (165 вместо 159), также как и правых (43 вместо 31).
Изменения продолжались и в 1932 году. В январе происходит раскол в Федеративной демократической республиканской партии (единство партии было восстановлено в марте 1933 года). Автономистская галисийская республиканская организация, Галисийская партия и галисийская Республиканская националистическая партия Оренсе объединились в Галисийскую республиканскую партию (галис. Partido Republicano Gallego, PRG). Независимый федералист Анхель Самбланкат основал партию Республиканская крайне левая (исп. Extrema Esquerra Republicana). Два депутата от Партии Каталонская республика покидают её и создают свою организацию — Демократический союз Каталонии (кат. Unió Democràtica de Catalunya, UDC). Происходит воссоединение Традиционалистского причастия, в то же время 3 депутата-карлиста, избранных в Бургосе и Саламанке как аграрии-католики остаются в группе «Аграрное меньшинство». От Радикально-социалистической республиканской партии откалывается группировка Ботельи и Эдуардо Ортеги, основавших Радикально-социалистическую левую.
В январе 1933 года три депутата от Республиканской левой Каталонии покидают её и создают Левую националистическую республиканскую партию (кат. Partit Nacionalista Republicà d'Esquerra, PNRE). В феврале Регионалистская лига Каталонии переименована в Каталонскую лигу (кат. Lliga Catalana). В марте Партия Каталонская республика переименована в Каталонское республиканское действие (кат. Acció Catalana Republicana, ACR). В том же месяце Народное действие (бывшее Национальное действие) и Валенсийская региональная правая объединяются в Испанскую конфедерацию независимых правых, к которой присоединились несколько депутатов-аграриев. Группа монархистов во главе с Кальво Сотело, ранее входивших в Народное действие, создают партию «Испанское обновление» (исп. Renovación Española), вступившее в избирательный союз с карлистами. Радикально-социалистическую республиканскую партию покидает Марселино Доминго, основавший Независимую радикально-социалистическую республиканскую партию (исп. PRRS Independiente).
Ассоциация службы Республике перестаёт функционировать в качестве партии, хотя её парламентская группа остаётся. Большинство членов партии уходят из политики (Ортега-и-Гассет) или становятся независимыми республиканцами (Висенте Ирасно, Публио Суарес). В следующем 1934 году левоцентристское течение Ассоциации службы Республике во главе с Фелипе Санчесом Романом и Хустино де Аскарате создают Республиканскую национальную партию (исп. Partido Nacional Republicano).
В 1933 году Бальбонтин распускает партию Революционные радикал-социалисты и в новых выборах участвует как лидер списка Иберийских революционеров.